# Documentário (curta-metragem)
Documentário é um filme de curta metragem dirigido em 1966 por Rogério Sganzerla, considerado um precursor da linguagem estética do diretor.

## Sinopse
Documentário mostra as conversas e andanças de dois jovens que resolvem ir ao cinema, mas que devido aos seus critérios extremamente rígidos acabam não vendo nenhum filme.